# Cosmos 149
Cosmos 149 (en cirílico, Космос 149) fue un satélite artificial soviético perteneciente a la clase de satélites DS y lanzado el 21 de marzo de 1967 mediante un cohete Kosmos-2I desde Kapustin Yar.

## Objetivos
El objetivo de Cosmos 149 fue realizar pruebas sobre sistemas de estabilización y orientación para uso en futuros satélites, así como realizar pruebas de equipamiento óptico con fines militares, aunque el objetivo declarado por la Unión Soviética ante la Organización de las Naciones Unidas era realizar "investigaciones de la atmósfera superior el espacio exterior".

## Características
Cosmos 149 tenía una masa de 375 kg y reentró en la atmósfera el 7 de abril de 1967. El satélite fue inyectado en una órbita con un perigeo de 246 km y un apogeo de 284 km, con una inclinación orbital de 48,4 grados y un período de 89,8 minutos.
El satélite fue también conocido como "la flecha espacial" por el estabilizador aerodinámico que portaba. Fue la primera nave en usar un sistema de control de actitud aerodinámico y la única de la serie DS, junto con Cosmos 320, equipada con control de actitud. El sistema proporcionaba una orientación con un margen de error de menos de 5 grados en los tres ejes.

### Instrumentación
Aparte de servir como plataforma de pruebas para el nuevo sistema de estabilización y orientación, Cosmos 149 llevaba diversos equipos ópticos:
- dos telefotómetros de resolución media y ángulo estrecho, de tres canales, operando en el rango visible para determinar valores estadísticos de las capas de nubes y de formaciones en superficie, alturas de las cimas nubosas y contenido atmosférico de vapor de agua.
- un radiómetro infrarrojo de alta resolución operando en el rango entre 8 y 12 micrómetros para determinar temperaturas de las cimas nubosas y de la superficie.
- un par de radiómetros de tres canales y gran angular para determinar el equilibrio radiativo de la atmósfera.
- una cámara de televisión para obtener imágenes de las capas de nubes para correlacionar con los datos de radiación.

El satélite tenía forma de cilindro con uno de los extremos rematados en una semiesfera y el otro en un toro, con una longitud de 6,5 m y 1,2 m de diámetro. Se orientaba de tal manera que la semiesfera apuntaba en el sentido de la trayectoria de vuelo. Uno de los telefotómetros, que exploraba en un plano perpendicular a la trayectoria de vuelo, iba montado en la cima de la semiesfera. El otro telefotómetro iba montado en un lateral y realizaba observaciones en la dirección de la trayectoria de vuelo. La cámara de televisión se albergaba en un lateral de la semiesfera, con su eje óptico en paralelo al nadir. Los sensores de equilibrio radiativo iban colocados en sendos mástiles que se desplegaban a partir de la base del satélite: el sensor inferior apuntaba al nadir y el superior al cenit. La transmisión del satélite se realizaba a 90 MHz mediante una antena situada en la parte superior de la base del satélite.
El sistema de estabilización no funcionó del todo según lo planeado y al comienzo de la misión dio problemas, produciendo giros en el satélite, limitando en parte la recolección de datos de la instrumentación científica.